# Annie Palmen
Annie Palmen, nata Anna Maria Palmen (IJmuiden, 19 agosto 1926 – 15 gennaio 2000), è stata una cantante olandese.
Ha partecipato all'Eurovision Song Contest 1963 con il brano Een Speeldoos, in rappresentanza dei Paesi Bassi, classificandosi tuttavia all'ultimo posto, a pari merito con altri tre artisti.